# Piratas del Caribe (videojuego)
Piratas del Caribe es un videojuego de rol de acción lanzado en 2003 para Microsoft Windows y Xbox, desarrollado por la compañía rusa de software Akella y distribuido por Bethesda Softworks y Ubisoft. Se publicó meses después del estreno en salas de Piratas del Caribe: La maldición de la Perla Negra, de la que cogió algunos elementos de la historia, si bien su argumento era completamente independiente. Una versión de este videojuego fue planteada para PlayStation 2, si bien fue cancelada.

## Historia
Piratas del Caribe es un juego de acción y rol que recoge las aventuras del capitán Nathaniel Hawk. Después de una tormenta feroz, en el año 1630, el capitán y su tripulación llega a la isla de Oxbay. Su primer oficial, Malcolm Hatcher, se está retirando, por lo que Hawk debe contratar un nuevo primer oficial y tripulación. Cuando abandonan la isla, una armada francesa ataca la colonia y la captura. Hawk logra escabullirse y advertir al gobernador inglés de la vecina Redmond Island, Robert Christopher Silehard, del ataque francés.
El gobernador decide entonces enviar a Hawk a una serie de misiones para ayudarlo en la guerra contra Francia. Se le ordena investigar la situación de la ciudad sitiada y de sus ciudadanos; evitar que un barco de suministros llegue a Oxbay; descargar tropas inglesas en las selvas de la isla y, finalmente, rescatar al espía inglés de las garras de los franceses.
Mientras se preparaba para su próxima aventura, Nathaniel se encuentra con sus viejos amigos: Danielle Greene y Ralph Fawn. Sin embargo, Ralph es asesinado cuando los soldados llegan para arrestar a Danielle y Nathaniel acaba también en el mismo saco y es llevado a los calabozos.  Tiempo más tarde, aparece el gobernador y le dice a Nathaniel que ha ocurrido un gran error. Él envía entonces a Hawk a otra serie de misiones hasta que Nathaniel se encuentra con un viejo inventor que lo ayuda a encontrar un tesoro que podría derrotar al barco fantasma llamado Perla Negra.
Además de la historia principal del videojuego, Piratas del Caribe cuenta con multitud de misiones secundarias, siendo la más destacada la investigación que ha de iniciar Hawk en la colonia neerlandesa para resolver el secuestro de varios niños.

## Personajes
- Nathaniel Hawk: principal protagonista del juego. Es el capitán del Victory. Deberá realizar misiones desde el primer momento, desde transacciones comerciales, como reparaciones y avituallamiento del barco con tripulación. No se conoce su origen, pero es soldado de Su Majestad, defendiendo a Inglaterra en el archipiélago del Caribe. Es quien da la noticia de la invasión francesa de Oxbay al Gobernador Silehard.
- Danielle Greene: principal protagonista femenina del juego. Antiguo amor de Nathaniel, con él mantiene una relación de amor-odio en el videojuego. Se encontró con él en la taberna de Redmond Island. Aunque sus caminos iban por separado, los acontecimientos del videojuego obligaron a ambos a dejar atrás sus viejas rencillas para ir a por un objetivo común.
- Robert Silehard: gobernador principal de las colonias británicas del archipiélago. Es quien da orden de recuperar la isla en manos francesas y quien da las principales misiones del videojuego a Nathaniel.
- Arabella Silehard: hija del gobernador.
- Tobías: espía británico que se encuentra enrolado en la marina francesa en la ciudad de Oxbay. Se encuentra con Nathaniel Hawk durante su misión de búsqueda de información.
- Clement Aurentius: científico y médico que vive en el faro a las afueras de Oxbay. Es un hábil traductor de las lenguas indígenas del archipiélago.
- Malcolm Hatcher: lugarteniente de la Victory y segundo de Nathaniel Hawk. Aparece al comienzo del videojuego, cuando decide jubilarse de la vida en la mar y retirarse a vivir en Oxbay.
- Joaquin Da Saldanha: caballero español y secretario del embajador español de Isla Muelle.
- Padre Domingues: párroco de la iglesia española de Isla Muelle.
- Leborio Drago: pirata africano que fue recluido como esclavo para las minas de Greenford, en la otra punta de la isla de Oxbay. Sirvió a Hawk como timonel.

## Islas
- Oxbay: era una colonia británica pequeña, escasamente poblada, ubicada en el archipiélago del sur en el mar Caribe, en una isla también ocupada por Greenford, otra colonia británica. Entre Greenford y Oxbay había una franja de selva habitada por piratas y bandidos. Principal escenario del videojuego, cuando en el año 1630 la ciudad fue asaltada y ocupada por los franceses.
- Greenford: ciudad en la otra punta de Oxbay. Greenford sirvió como un centro de operaciones para la mayoría de los esfuerzos de liberación de Oxbay durante la ocupación francesa de 1630. Cuenta con una iglesia y una prisión. A las afueras de la misma se encuentran las viejas minas y el faro donde vivía Clement Aurentius.
- Redmond: principal isla británica del archipiélago y sede del poder administrativo. Redmond tenía una tienda, un astillero, una taberna, una iglesia y la residencia del gobernador.
- Falaise de Fleur: isla francesa del archipiélago. Falaise de Fleur parece ser una ciudad bastante grande, aunque no está muy llena de edificios. La mayoría de las casas son simples cabañas, aunque hay algunas casas de tres pisos. Cuenta con el palacio del gobernador.
- Douwesen: colonia neerlandesa fundada en 1576.
- Isla Muelle: poderosa colonia portuaria en manos españolas. Posee una distribución plana, siguiendo el modelo de la arquitectura colonial española en el Nuevo Mundo. En la principal plaza de la ciudad se encuentra la iglesia y el palacio del embajador español.
- Conceiçao: isla portuguesa fundada a comienzos del siglo XVI. Al otro lado de la isla hay una pequeña guarida pirata.
- Quebradas Costillas: isla aislada del archipiélago que sirve como refugio para la colonia de piratas.
- Khael Roa: una pequeña isla volcánica ubicada en el extremo del mapa. El jugador no puede desembarcar en ella hasta el final del videojuego. En su interior hay un antiguo templo inca.

## Jugabilidad
Además de realizar las misiones principales y secundarias, Piratas del Caribe, se complementa con misiones comerciales, con compraventa de material y reclutación de la tripulación así como diversos combates navales, pudiendo capturarse la nave del enemigo o bien hundirla, teniendo la opción de capturar toda su tripulación y hacerse con su botín. El juego evalúa las acciones del jugador, variando con ello la reputación de Nathaniel Hawk.
La jugabilidad se divide en tres partes:
- En tierra y embarque: en la parcela de combate, el personaje puede usar espadas y armas de fuego, que se recarga automáticamente. En modo historia se pueden iniciar diálogos con todos los personajes de un establecimiento, local o en la propia ciudad, con lo que ampliar información sobre una misión, conocer más sobre la isla en la que se encuentra o iniciar alguna misión secundaria.
- En el mar: se usa en modo de batalla naval, durante una tormenta y también en la entrada y salida (amarre y acción de zarpar) en el puerto. Se puede controlar entre un mínimo de una nave hasta un máximo de cuatro, pudiendo bautizar el nombre de las mismas. En las batallas navales, los barcos pueden romper velas, palos e incendiar el barco enemigo. Durante el ataque, los cañones pueden lanzar desde bolas de cañón, metralla, cadenas y bombas incendiarias.
- En el mapa del archipiélago: se permite ver el mapa de las islas, navíos y tormentas. Este modo se usa para pasar de una isla a otra. Permite dirigirse hacia una nave enemiga o hacia un combate y virar para evitar toparse con una tormenta.